# アッバース・パシャ
アッバース・パシャまたはアッバース・ヒルミー1世（アラビア語 : عباس الأول, Abbas Hilmi I, 1813年7月1日 - 1854年7月16日）は、エジプト、ムハンマド・アリー朝の第3代君主で、オスマン帝国のエジプト総督（ワーリー、在任 : 1848年11月10日 - 1854年7月13日）。

## 生涯
1813年、ムハンマド・アリーの孫、アフマド・トゥーソンの息子としてジッダに生まれ、幼くして父を亡くしたため祖父母のもとで育った。祖父による英才教育を受けたがついていけず、軍事的な経験を積むために叔父のイブラーヒーム・パシャのもとに送られたが、ここでも使い物にならず帰国させられた。
1848年に即位すると反動政策を取り、それまでの閣僚や外国人専門家を解任したほか、近代化改革を目指した諸機関を廃止した。一方で、イギリスからの申し出を受け入れて、カイロとアレクサンドリアを結ぶ鉄道の敷設を認めたが、これはイギリスとインドを結ぶルートを整備しようとするイギリスの世界戦略に沿ったものであった。クリミア戦争ではオスマン帝国側で参戦し、エジプト・トルコ戦争などで悪化していた両国の関係を改善させた。
私生活では、遠隔地の離宮にこもりがちで悪い噂が絶えず、生前・後世の評判を一層悪いものにした。1854年、ナイル川デルタ地帯の宮殿の一室で何者かに絞殺された。公式には脳卒中と発表されたが、実際の殺害に至る経緯は不明である。